# Svatogabrielský evangeliář
Svatogabrielský evangeliář, přesněji evangelistář, je knihou svátečních evangelních perikop, která je známa pod názvem Liber evangeliorum. Tento unikátní evangeliář/evangelistář vznikl na přelomu 19. a 20. století v klášteře sv. Gabriela v Praze. Jedná se o výjimečný doklad knižní malby ve stylu Beuronské umělecké školy. Dnes je uložen v Diecézním muzeu ve Štýrském Hradci (v Grazu).

## Vznik Svatogabrielského evangeliáře
Pro vznik Svatogabrielského evangeliáře (správněji evangelistáře), posloužila zkušenost vycházející z Beuronské umělecké školy, která byla formálně založena v roce 1894. Krátce před započetím práce na tomto evangelistáři vyhotovil P. Paul Krebs OSB pro beuronskou mnišskou komunitu iluminovaný antifonář. V roce 1895 páter Krebs přišel do pražského kláštera v Emauzích a po několik let se podílel na freskové výzdobě kostela a kláštera sv. Gabriela v Praze. Jeho zkušenosti s malbou knižních iluminací využila komunita benediktinek pracujících v klášterním Ateliéru sv. Lukáše. Jména některých sester jsou známa v souvislosti s některými iluminacemi, zatímco v jiných případech autorství miniatur zůstává anonymní. Nad provedením jednotlivých listů probíhaly diskuse, které končily konečným ústním nebo písemným doporučením bratra Desideria Lenze. Není proto divu, že konečná podoba iluminací byla tvořena geometrickými obrazci obsaženými v Lenzově kánonu geometrické teologie.

## Popis Svatogabrielského evangeliáře
Pražský evangelistář nazvaný Liber evangeliorum není kodexem v pravém slova smyslu, neboť ho tvoří jednotlivé listy sešité do dvoulistů. Po jejich otevření levý list tvoří iluminace, pravý list obsahuje latinský text z evangelia a doprovodnou modlitbu se zdobnou rostlinnou nebo figurální bordurou umístěnou v dolní části folia. Obrazové listy mají hlavní výjev nahoře a vedlejší motiv je umístěný pod ním. Jen několik folií je pokryto celostránkovou iluminací. Iluminace byly namalovány temperou nebo kvašem, s obrysovou kresbou provedenou tuší a zdobeny zlacením. Jen titulní list s nápisem Liber evangeliorum nemá protějškovou stránku. Ve skutečnosti se nejedná o evangeliář v pravém slova smyslu, ale o evangelijní výběr, tzv. evangelistář, s texty k významným událostem liturgického roku. Miniaturu a protějškový liturgický text doprovází modlitba k dané církevní události. Jednalo se především o svátky, které souvisely se životem a působením Ježíše Krista, Panny Marie a vybraných světců. K několika svátkům existují i původní listy považované za 1. verzi daného vyobrazení. Návrhy evangelijních vyobrazení byly většinou nahrazeny jejich pozdější, definitivní 2. verzí, která více respektovala Lenzův kánon. Vyobrazení proto byla hieratičtější, s postavami postrádajícími větší živost danou jejich méně výraznou barevností. Vznik tohoto typu iluminovaného rukopisu na konci 19. století byl pravděpodobně iniciován snahou po obnově středověké knižní malby. Toto úsilí, ač pro dobu vzniku evangeliáře dost neobvyklé, nebylo zcela výjimečným jevem, neboť v 2. polovině 19. století vzniklo několik dalších iluminovaných modlitebních knížek a misálů určených především pro příslušníky habsburského dvora.

## Umělecko-historický význam Svatogabrielského evangeliáře
Mezi roky 1899 a 1913 vznikl Svatogabrielský evangeliář, který vyhotovily talentované řeholnice Beuronské kongregace beneditinek z pražského kláštera sv. Gabriela. Z celkového počtu 56 pergamenových listů jen dva vznikly až v roce 1922, kdy řeholnice přesídlily na hrad Berholdstein v Rakousku. Poté co v roce 2008 sestry přešly k sestrám sv. Lioby, evangeliář/evangelistář deponovaly v Diecézním muzeu ve Štýrském Hradci.
Dílo je dokladem řeholního úsilí obohatit Beuronskou uměleckou školu o knižní malbu v duchu středověkých iluminovaných rukopisů. O mimořádné kvalitě evangeliáře/evangelistáře nás informuje kniha Liber evangeliorum obsahující nejen všechna vyobrazení, ale i vysvětlující komentáře.